# Bramsche
Bramsche es una ciudad alemana en el distrito de Osnabrück (Baja Sajonia). Es la segunda ciudad más poblada en el distrito de Osnabrück.

## Geografía
Bramsche se ubica en la denominada Osnabrücker Land a orillas del Hase a casi cerca de 15 km al norte de  Osnabrück. Por esta ciudad pasa el Mittellandkanal entre el Ankumer Höhe al noroeste y el bosque Teutónico (Naturpark Nördlicher Teutoburger Wald-Wiehengebirge) al sudoeste. Bajo la ciudad se encuentra el mineral denominado Bramscher Pluton. 
Limita al oeste con Neuenkirchen y Merzen, al norte con Ankum, Alfhausen y Rieste, al oeste con Neuenkirchen-Vörden (Distrito de Vechta), Ostercappeln y Belm, al sur con Wallenhorst y al sudeste con el municipio de renano-westfaliano denominado Lotte así como con Westerkappeln (Distrito de Steinfurt).  

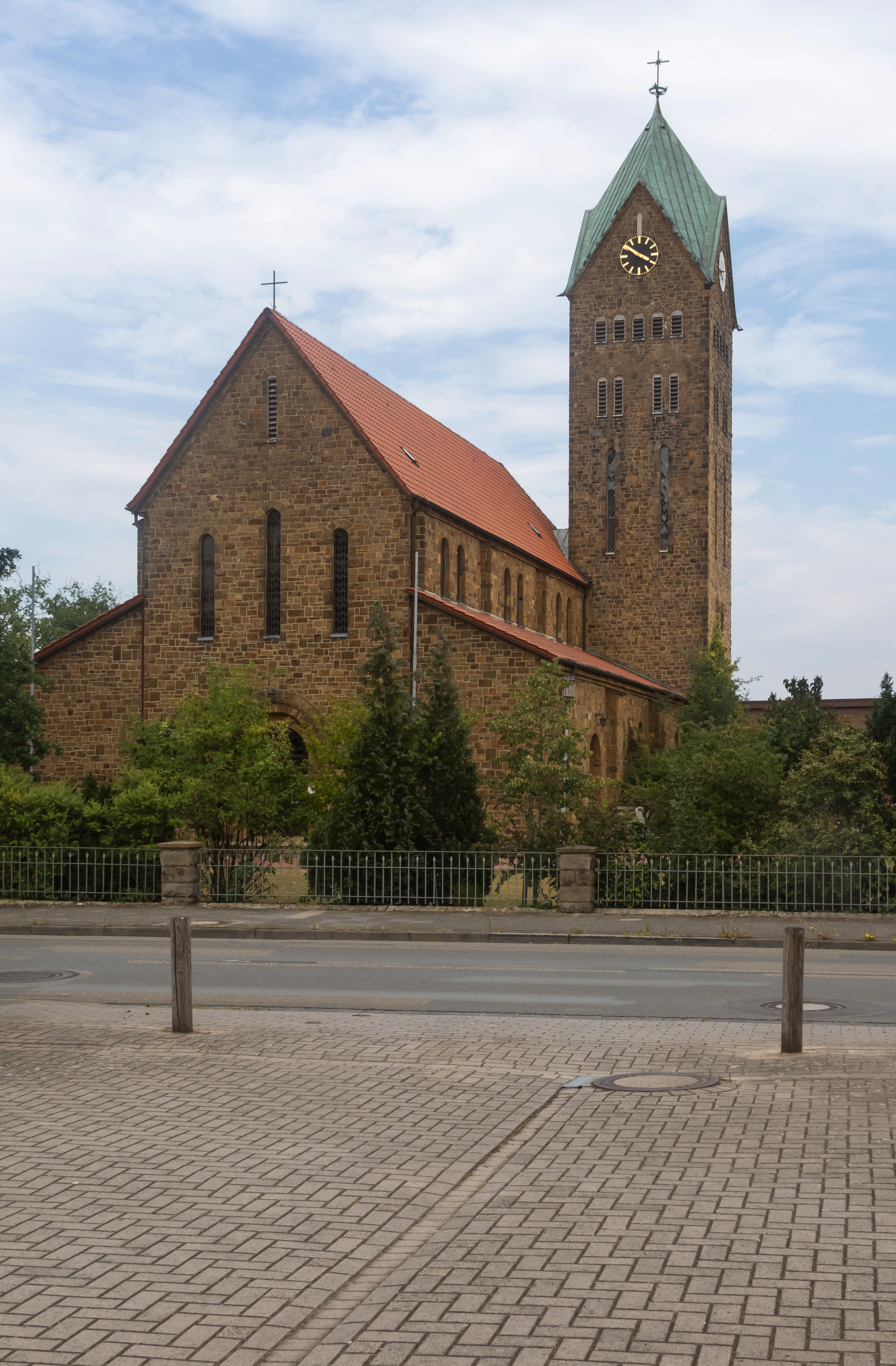
Bramsche, la iglesia: Sankt Martinus Kirche

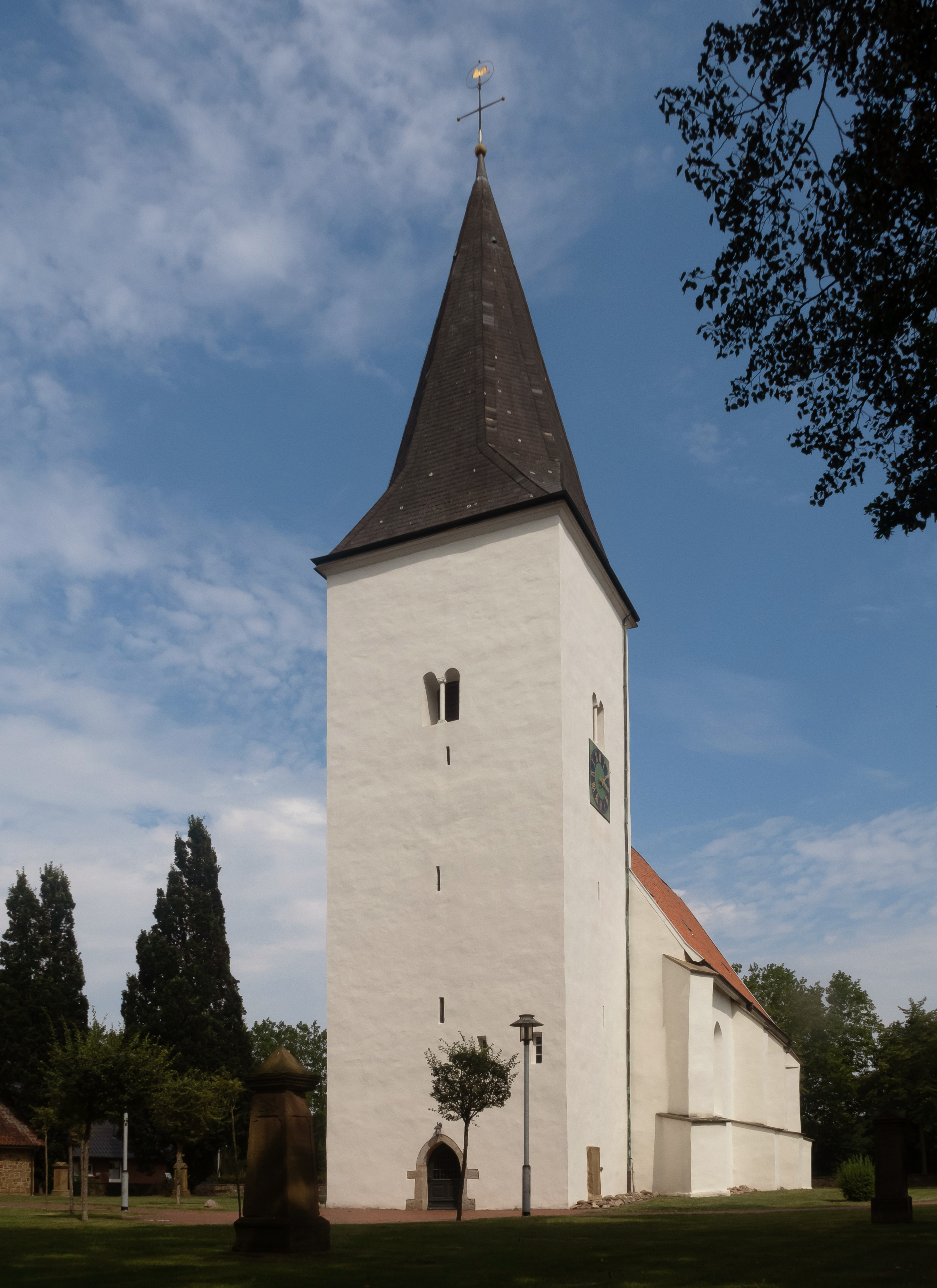
Ueffeln, la iglesia: Kirche Sankt Marien

## Personalidades
- 1483: Jakobus Greselius, Profesor en la Universidad de Colonia y canónico en Rees/Rhein
- 1918: Gustav Lübbe
- 1938: Jan-Jürgen Wasmuth, político y estadista
- 1943: Jürgen Johannesdotter, Obispo luterano. Landeskirche Schaumburg-Lippe
- 1948: Peter Urban, Moderador de Radio- y TV (z.B. Eurovision Song Contest)
- 1952: Marieluise Beck, Politikerin (Bündnis 90/Die Grünen)
- 1978: Filiz Polat, Politikerin (Bündnis 90/Die Grünen)

### Ciudades Hermanadas
- Israel - Raanana
- Francia - Harfleur
- Reino Unido - Todmorden
- Polonia - Biskupiec

## Literatura
- Hans-Werner Niemann: Leinenhandel im Osnabrücker Land: Die Bramscher Kaufmannsfamilie Sanders, 1780-1850, Bramsche: Rasch, 2004.
- Bramsche. Eine Stadtgeschichte. Herausgegeben von A. Gottlieb. Bramsche, Verlag Rud. Gottlieb.
- Oskar Frommeyer: Chronik Bramscher Familien im Spiegel ihrer Häuser. 2 Bände. Bramsche 1957.
- Hermann Frommeyer: Der Bramscher Gau und seine Siedlungen. Bramsche, Selbstverlag des Verfassers, 1955.
- 100 Jahre Rud. Gottlieb. Bücher, Druckerei, Heimatverlag im Rahmen der Stadt, auch eine kleine Chronik von Bramsche 1887 - 1987.
- Werner Dobelmann: Vergilbte Blätter. Aus Bramsches Vergangenheit. Reprint erweitert mit Illustrationen. Bramsche, Verlag Rud. Gottlieb.
- Bramsche. Die Stadt der Tuche, Leinen und Tapeten! Bramsche, Verlag Rud. Gottlieb, 1957.
- Hans Simon: Aus Bramsches guter, alter Zeit. Ein Streifzug durch alte Urkunden und Erinnerungen. Bramsche, Verlag Rud. Gottlieb, 1950.
- W. Hasemann: Norddeutsche Bauernhöfe in der Geschichte. Die Siedlungen im Kirchspiel Bramsche, Bezirk Osnabrück und die wirtschaftlichen Verhältnisse der Höfe bis zum Ende des 18. Jahrhunderts. Bramsche 1933.

- Datos: Q16109
- Multimedia: Bramsche / Q16109

1. ↑  Worldpostalcodes.org, código postal n.º 49565.